# ディック・タイガー
ディック・タイガー（Dick Tiger、男性、1929年8月14日 -  1971年12月15日）は、ナイジェリアのプロボクサー。本名はリチャード・イヘツ（Richard Ihetu）。イモ州アマイグボ出身。元WBA・WBC世界ミドル級統一王者。元WBA・WBC世界ライトヘビー級統一王者。ナイジェリアのボクサーで初の世界王者にして世界2階級制覇王者。
1952年のプロデビューから1955年まで母国をベースに試合を行っていたが、1955年から1959年までリヴァプールに住み、1959年から引退後も含めてニューヨークに住んだ。2階級制覇を成し遂げ、死後には大英帝国勲章を受賞した。

## 来歴

### プロ初期・ナイジェリア時代
1952年1月1日、タイガーはプロデビューを果たし2回KO勝ちを収め白星でデビューを飾った。
1952年10月1日、イージー・ダイナマイトと対戦し初回KO勝ちを収めた。
1953年1月30日、ブラッキー・パワーと対戦し6回判定勝ちを収めた。
1953年5月20日、トミー・ウェストと対戦し7回終了時棄権によるTKO負けを喫した。
1954年1月29日、トミー・ウェストと8ヶ月ぶりに対戦するが6回判定負けを喫した。
1954年11月1日、ピーター・オクプトラと対戦し8回KO勝ちを収めた。
1955年8月31日、ボラジ・ジョンソンと対戦し8回判定勝ちを収めた。その後観戦に訪れていたイギリスのプロモーターの目に留まりイギリスに拠点を移すことになった。

### 拠点移転・イギリス時代

#### いきなりの洗礼
1955年12月8日、リヴァプールのザ・スタジアムでアラン・ディーンと対戦し6回判定負けを喫した。
1956年1月27日、ブラックプールのタワー・サーカスでゲーリー・マクナリーと対戦し8回判定負けを喫し2連敗となった。
1956年3月1日、タワー・サーカスでジミー・ライナスと対戦し8回判定負けを喫し3連敗となった。
1956年3月22日、ジョージ・ローと対戦し8回判定負けを喫し泥沼の4連敗となった。
1956年5月3日、ザ・スタジアムでデニス・ロウリーと対戦し初回KO勝ちを収めた。

#### 完全復調
1956年5月10日、アラン・ディーンと5ヶ月ぶりに対戦し8回判定勝ちを収めた。
1956年5月28日、ワーリー・スコットと対戦し4回TKO勝ちを収めた。
1956年7月2日、ジミー・ライナスと対戦し8回判定勝ちを収めた。
1956年10月18日、アラン・ディーンと5ヶ月ぶりに3度目の対戦を行い6回判定負けを喫した。
1957年4月29日、ナショナル・スポーティング・クラブでジョニー・リードと対戦し2回TKO勝ちを収めた。
1957年5月14日、テリー・ドウンズと対戦し5回TKO勝ちを収めた。
1957年6月4日、マリウス・ドーリと対戦し7回TKO勝ちを収めた。
1957年7月15日、ウィーリー・アームストロングと対戦し8回判定負けを喫した。
1957年9月9日、フィル・エドワーズと対戦し10回判定勝ちを収めた。
1957年11月11日、パット・マクアーターと対戦し10回引き分けに終わった。
1958年1月13日、ジャン・ルエットと対戦し8回判定勝ちを収めた。
1958年2月3日、ジミー・ライナスと3度目の対戦を行い7回終了時棄権によるTKO勝ちを収めた。
1958年2月25日、ジョニー・リードと1年ぶりに対戦し6回KO勝ちを収めた。
1958年3月27日、ザ・スタジアムでパット・マクアーターと対戦し9回KO勝ちを収めた。

#### イギリス時代終盤
1958年5月1日、ビリー・イーラウェイと対戦し2回1分15秒TKO勝ちを収めた。
1958年6月24日、スペンサー・ウェブと対戦し10回判定負けを喫した。
1958年10月14日、ヨランデ・ポムペイと対戦し10回判定勝ちを収めた。
1959年3月19日、ランディー・サンディーと対戦し10回判定負けを喫した。
1959年5月12日、ランディー・サンディーと2ヶ月ぶりに対戦し10回判定勝ちを収めた。

### ニューヨーク時代
1959年6月5日、マディソン・スクエア・ガーデンでローリー・カルホーンと対戦し10回引き分けに終わった。
1959年7月17日、ローリー・カルホーンと1ヶ月ぶりに対戦し10回1-2の判定負けを喫した。
1959年9月2日、ゲーン・アームストロングと対戦し10回判定勝ちを収めた。

#### ジャーデロとの対戦1・2戦
1959年9月30日、シカゴのシカゴ・スタジアムで後の好敵手になるジョーイ・ジャーデロと対戦し10回判定勝ちを収めた。
1959年11月4日、クリーブランドのクリーブランド・アリーナでジョーイ・ジャーデロと第2戦を行い今度はジャーデロに僅差の10回判定負けを喫した。

#### タイトル挑戦前のサバイバル
1959年12月30日、シカゴ・スタジアムでホーリー・ミムスと対戦し10回2-0の判定勝ちを収めた。
1960年2月24日、ゲーン・アームストロングと5ヶ月ぶりに対戦し10回判定勝ちを収めた。
1960年4月1日、ビクター・サラザーとボストンのボストン・アリーナで対戦し10回2-0(99-95、99-94、96-96)の判定勝ちを収めた。

#### 念願のタイトル挑戦・2度目の正直で獲得
1960年6月22日、エドモントンのエドモントン・ガーデンズでコモンウェルスイギリス連邦ミドル級王者ウィルフ・グレーブスと対戦し15回1-2の判定負けを喫し王座獲得に失敗した。
1960年11月30日、エドモントンのエドモントン・ガーデンズでコモンウェルスイギリス連邦ミドル級王者ウィルフ・グレーブスと5ヶ月ぶりに対戦し9回1分20秒TKO勝ちを収め王座獲得に成功した。

#### 念願の世界挑戦に向けて
1961年2月18日、マディソン・スクエア・ガーデンでゲーン・アームストロングと3度目の対戦を行い9回1分21秒TKO勝ちを収めた。
1961年4月15日、セント・ニコラス・アリーナでスパイダー・ウェブと対戦し6回2分41秒KO勝ちを収めた。
1961年5月15日、ハンク・キャーシーと対戦し10回2-1の判定勝ちを収めた。
1961年12月16日、マディソン・スクエア・ガーデンでウィリアム・ピケットと対戦し10回判定勝ち収めた。
1962年1月20日、フロレンティオ・フェルナンデスと対戦し5回終了TKO勝ちを収めた。
1962年3月31日、マディソン・スクエア・ガーデンでヘンリー・ハンクと対戦し10回判定勝ちを収めた。

### ミドル級王者時代

#### 念願の王座獲得・フルマー1・2戦目
1962年10月23日、サンフランシスコのキャンドルスティック・パークでWBA世界ミドル級決定戦でジーン・フルマーと対戦し15回3-0の判定勝ちを収め王座獲得に成功した。
1963年2月23日、ラスベガスのラスベガス・コンベンション・センターでジーン・フルマーと2戦目を行い15回1-1の三者三様の引き分けに終わったが初防衛に成功した。

#### WBC王座獲得・フルマー3戦目
1963年8月10日、母国で8年ぶりの試合。イバダンのリバティー・スタジアムでジーン・フルマーと3連戦となるWBC世界ミドル級王座決定戦とWBA王座の防衛戦を行い、7回終了時棄権によるTKO勝ちを収めWBA王座は2度目の防衛、WBC王座獲得に成功した。試合後リングマガジンから同誌認定王座の認定を受けた。

#### 王座陥落・ジャーデロ第3戦
1963年12月7日、アトランティックシティのボードウォーク・ホールでジョーイ・ジャーデロと4年ぶりに対戦。しかし試合は15回判定負けを喫しWBA王座は3度目、WBC王座の初防衛に失敗し王座から陥落した。

#### 復活への糧
1964年7月31日、マディソン・スクエア・ガーデンでホセ・ゴンサレスと対戦し6回TKO勝ちを収めた。
1964年9月11日、クリーブランドのクリーブランド・アリーナでジーン・フルマーの弟ドン・フルマーと対戦し10回判定勝ちを収めた。
1964年10月16日、マディソン・スクエア・ガーデンでジョーイ・アーチャーと対戦し10回判定勝ちを収めた。
1965年3月12日、ファン・カルロス・リベロとマディソン・スクエア・ガーデンで対戦し6回TKO勝ちを収めた。
1965年5月20日、マディソン・スクエア・ガーデンでルービン・カーターと対戦し10回判定勝ちを収めた。

#### 王座奪還・ジャーデロ第4戦
1965年10月21日、マディソン・スクエア・ガーデンでWBA・WBC世界ミドル級王者ジョーイ・ジャーデロと4度目の対戦を行い15回判定勝ちを収め約年ぶりの王座返り咲きに成功した。

#### 歴戦の猛者との対戦と王座陥落・グリフィス戦
1966年2月18日、ドルトムントのウェストファーレンハーレンでピーター・ムエラート対戦。第二次世界大戦終結2年後にデビューから100戦以上戦い続ける伝説とのテクニック対決は3回57秒KO勝ちを収め現役世界王者の意地を見せつけた。
1966年4月25日、マディソン・スクエア・ガーデンでエミール・グリフィスと対戦し15回判定負けを喫しWBA王座とWBC王座の共に初防衛に失敗し王座から陥落した。

### ライトヘビー級時代

#### ライトヘビー級進出・2階級制覇達成と母国で最後の試合
1966年12月16日、マディソン・スクエア・ガーデンでWBA・WBC世界ライトヘビー級王者ホセ・トーレスと対戦し15回判定勝ちを収めナイジェリアのボクサーで初の2階級制覇を達成した。
1967年2月5日、ポートハーコートのマイル・ワン・パークでアブラハム・トミカト対戦し5回TKO勝ちを収めた。

#### トーレス第2戦と2度目の防衛
1967年5月16日、ホセ・トーレスとマディソン・スクエア・ガーデンで2戦目を行い15回判定勝ちを収めWBA王座とWBC王座はそろって初防衛に成功した。
1967年11月17日、ラスベガス・コンベンション・センターでロジャー・ロースと対戦し12回36秒TKO勝ちを収めWBA王座とWBC王座はそろって2度目の防衛に成功した。

#### 王座陥落フォスター戦
1968年5月24日、マディソン・スクエア・ガーデンでボブ・フォスターと対戦し初のカウンテッドアウト負けとなる4回2分5秒KO負けを喫しWBA王座とWBC王座の3度目の防衛に失敗し王座から陥落した。

### キャリア終盤
1968年10月25日、マディソン・スクエア・ガーデンでフランク・デパウラと対戦し10回判定勝ちを収めた。
1969年5月26日、マディソン・スクエア・ガーデンで後の世界2階級制覇王者ニノ・ベンベヌチと対戦し10回判定勝ちを収めた。
1969年11月14日、アンディー・ケンドールとマディソン・スクエア・ガーデンで対戦し10回判定勝ちを収めた。

### 引退試合・グリフィス第2戦
1970年7月15日、マディソン・スクエア・ガーデンでエミール・グリフィスと4年ぶりに対戦し10回判定負けを喫した。この試合を最後に現役を引退した。

### 引退後
引退後はメトロポリタン美術館で警備員として勤務していたがある日背中に痛みを感じ検査を受けた結果肝癌になっており闘病した。
1971年12月15日、闘病のかい無く肝癌の為死去した。42歳没。引退からわずか1年5ヶ月の速さで旅立ってしまった。
亡くなって20年が経った1991年国際ボクシング名誉の殿堂博物館のモダーン部門でアフリカのボクサーで初めて殿堂に迎え入れられた。

## 獲得タイトル
- コモンウェルスイギリス連邦ミドル級王座
- WBA世界ミドル級王座（1度目は防衛2、2度目は防衛0）
- WBC世界ミドル級王座（1度目は防衛0、2度目は防衛0）
- WBA世界ライトヘビー級王座（防衛2）
- WBC世界ライトヘビー級王座（防衛2）